# Patimat Abakarova
Patimat Abakarova (23 de outubro de 1994) é uma taekwondista azeri, nascida no Daguestão, medalhista olímpica. 

## Carreira
Patimat Abakarova competiu na Rio 2016, na qual conquistou a medalha de bronze, na categoria até 49kg..